# انکا جولی
انکا جولی (به اسپانیایی: Anca Juli) یک منطقهٔ مسکونی در آرژانتین است که در ایالت توکومان واقع شده‌است.